# فيليب كونفيرز
فيليب إرنست كونفيرز (17 نوفمبر، 1928- 30 ديسمبر-، 2014) عالم سياسي أمريكي. كان أستاذًا في العلوم السياسية وعلم الاجتماع في جامعة ميشيغان أجرى أبحاثًا حول الرأي العام والبحوث الاستقصائية والعلوم الاجتماعية الكمية.
اعتبر الفصل الذي يحمل عنوان «طبيعة الأنظمة العقائدية في الجماهير» (من كتاب كونفيزر الإيديولوجيا والسخط، الذي أشرف على تحريره ديفيد إي.أبتر، 1964) أن معظم الناس يفتقدون إلى التنظيم والاستقرار في آرائهم السياسية. شارك مع أنغوس كامبيل، ووارين ميلر، ودونالد إي. ستوكس في تأليف كتاب «الناخب الأمريكي»، الذي استخدم بيانات مأخوذة من دراسات الانتخابات الوطنية الأمريكية لإعداد مجموعة من استطلاعات للرأي العام الأمريكي قام بها مركز ميشيغان للبحوث الاستقصائية ومركز الدراسات السياسية. انتخب زميلًا في الأكاديمية الأمريكية للفنون والعلوم في عام 1969. 

## حياته الشخصية
ولد كونفيزر في 17 نوفمبر، 1928، في كونكورد، نيوهامبشر. كانت شقيقته كوني مغنية ومؤلفة أغاني سجلت موسيقاها في خمسينيات القرن العشرين قبل اعتزالها في سبعينيات القرن نفسه. حصل فيليب على شهادة البكلوريوس في اللغة الإنجليزية من جامعة دينيسون في عام 1949، وحصل على درجة الماجستير في اللغة الإنجليزية من جامعة لوا في عام 1950. سحب كونفيرز إلى الخدمة العسكرية الأمريكية خلال الحرب الكورية، وعمل محررًا في إحدى الصحف في قاعدة في باتل كريك، ميشيغان.
في عام 1961، تزوج كونفيرز العالمة الاجتماعية جين جي.مكدونيل، وهي خبيرة في تقنيات المقابلات وكانت مديرة لدراسة منطقة ديترويت.

## مسيرته الأكاديمية
درس كونفيرز فترة من الزمن في فرنسا قبل عودته إلى الولايات المتحدة وحصوله على درجة الماجستير في علم الاجتماع من جامعة ميشيغان عام 1956، وتبع ذلك حصوله على درجة الدكتوراه في علم النفس الاجتماعي في ميشيغان عام 1958. عمل كونفيرز عندما بدأ تعليمه بعد التخرج مدير دراسة مساعد في مركز ميشيغان للبحوث الاستقصائية، حيث انضم إلى وارين ميلر وأنغوس كامبيل لإجراء مسح لجنة دراسة الانتخابات الوطنية بين عامي 1956-1960. نتج عن هذا العمل نصه عن السلوك السياسي، وهو كتاب الناخب الأمريكي (1960). شغل مناصب قيادية في المركز والمعهد الأوسع للبحوث الاجتماعية (آي إس آر) والذي بقي مقرًا له حتى نهاية حياته المهنية، بما في ذلك عمله في إدارة مركز الدراسات السياسية (1981-1986) وإدارة المعهد الأوسع للبحوث الاجتماعية نفسه (1986-1989).
أصبح كونفيرز أستاذًا مساعدًا في علم الاجتماع في جامعة ميشيغان عام 1960. سرعان ما حصل على المنصب مع ترقية إلى أستاذ مشارك في عام 1964. بعد عام واحد لاحقًا، تمت ترقيته إلى رتبة أستاذ كامل في علم الاجتماع وعين تعيينًا مشتركًا في العلوم السياسية. بعد حصوله على منصبين رئيسيين في سبعينيات وثمانينيات القرن العشرين، اختير كونفيرز ليكون محاضر هنري راسيل لعام 1987.
ترك كونفيرز جامعة ميشيغان ليصبح مديرًا لمركز الدراسات المتقدمة في العلوم السلوكية في جامعة ستانفورد عام 1989. عاد إلى جامعة ميشيغان كأستاذ فخري في علم الاجتماع والعلوم السياسية عام 1994.
مات كونفيرز في 30 ديسمبر، 2014، في آن أربور، ميشيغان، عن عمر يناهز 86 عامًا. ترك وراءه زوجته، جين، وابناه.

## وصلات خارجية
- فيليب كونفيرز على موقع ميوزك برينز (الإنجليزية)